# دهستان اسماعیل‌چات
دهستان اسماعیل‌چات، یکی از دهستان‌های بخش مرکزی شهرستان زرآباد در استان سیستان و بلوچستان ایران است. مرکز این دهستان، روستای اسماعیل‌چات است.

## جمعیت
بر پایه سرشماری عمومی نفوس و مسکن در سال ۱۳۹۵، جمعیت دهستان اسماعیل‌چات برابر با ۳٬۴۹۵ نفر بوده‌است.